# Бочени (Мехединци)
Бочени (рум. Boceni) насеље је у Румунији у округу Мехединци у општини Тамна. Oпштина се налази на надморској висини од 276 m.

## Становништво
Према подацима из 2002. године у насељу је живело 276 становника, од којих су сви румунске националности.